# 2 Pułk Tyralierów-Strzelców Pieszych Gwardii Cesarskiej

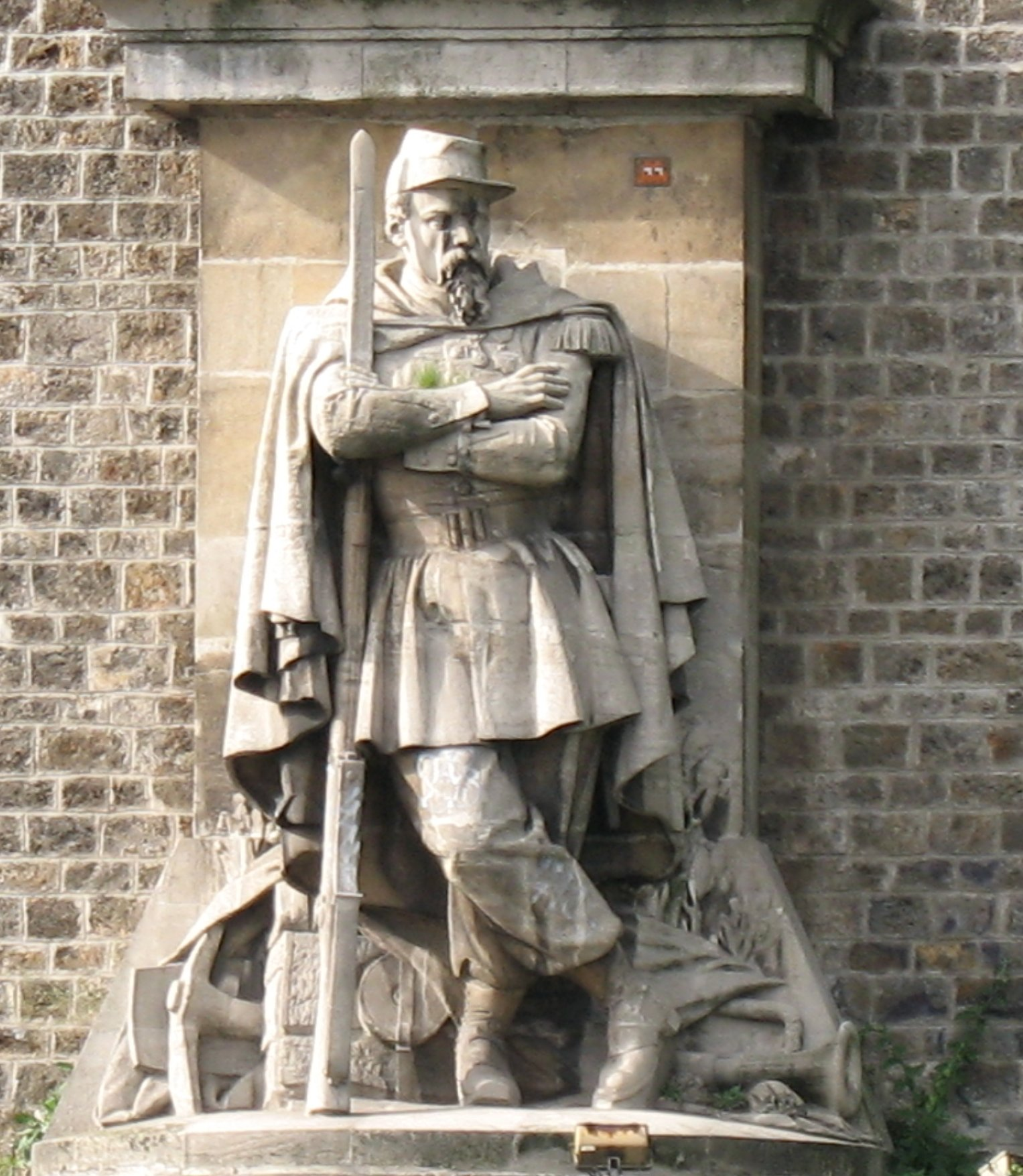
Pomnik tyraliera w Paryżu (proj. Auguste Arnaud)

2 Pułk Tyralierów-Strzelców Pieszych Gwardii Cesarskiej (fr. 2e régiment de chasseurs-à-pied de la Garde Impériale) - pułk lekkiej piechoty Gwardii Cesarskiej I Cesarstwa Francuskiego.
Jego żołnierze brali udział w działaniach zbrojnych okresu wojen napoleońskich.